# Cao cát Palawan
Cao cát Palawan (danh pháp hai phần: Anthracoceros marchei) là một loài chim trong họ Bucerotidae.

## Hình ảnh

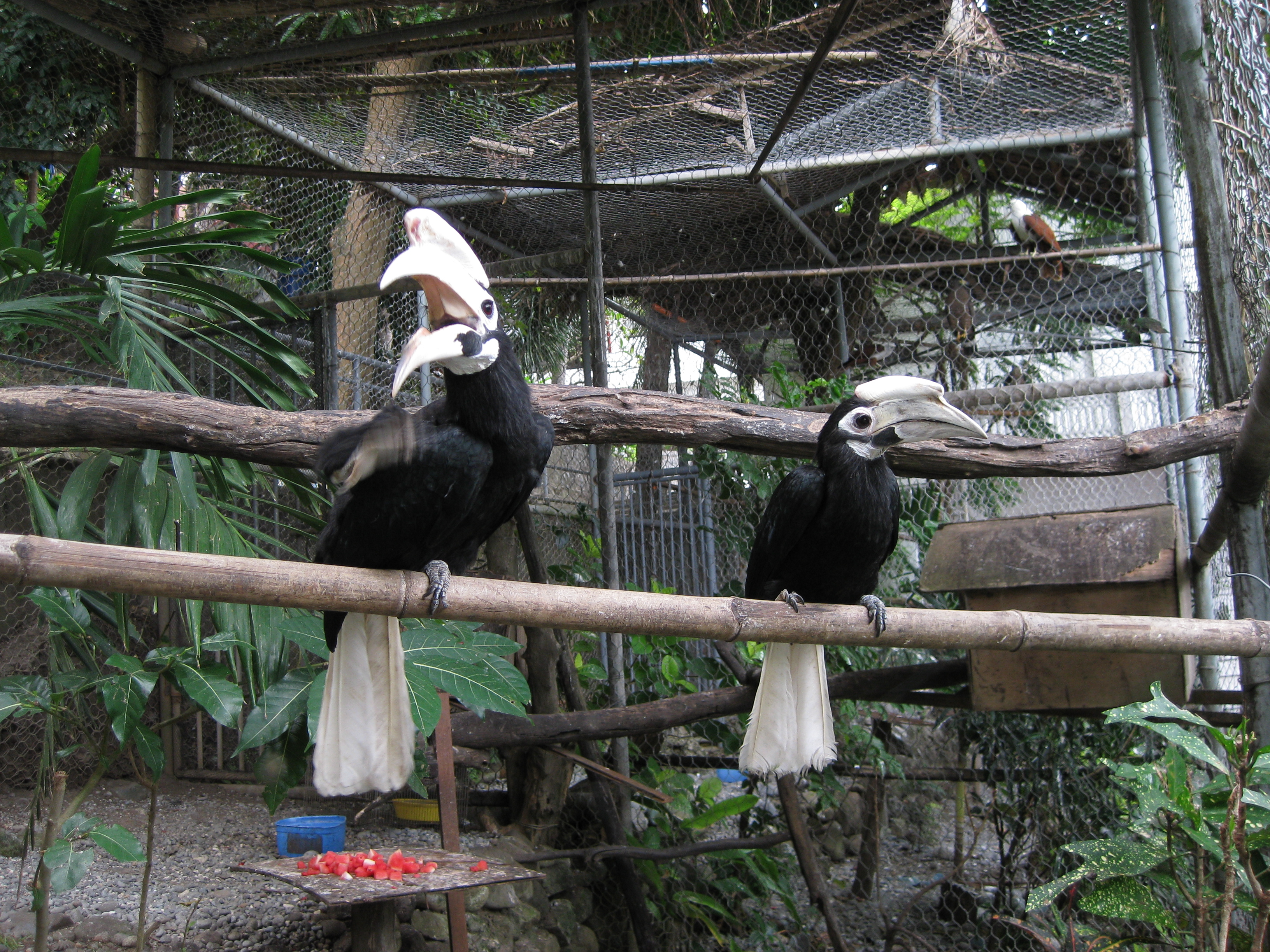